# フォーティースリー
フォーティースリー（英: FORTYTHREE）は、東京都港区に本社を置くモデル・芸能事務所。

## 概要
2020年3月、アプレのモデル事業部『après deux』（アプレドゥー）として設立。
2021年6月、商号を『フォーティースリー合同会社』に変更。

## 所属タレント

### 俳優・モデル
- 松葉朋実
- 橘カレン
- 齊藤日菜子
- 七沢愛
- Chinami
- 相原佑紀
- 西田アツヒコ
- せきあみ
- 原田愛海